# 伯尔尼大教堂

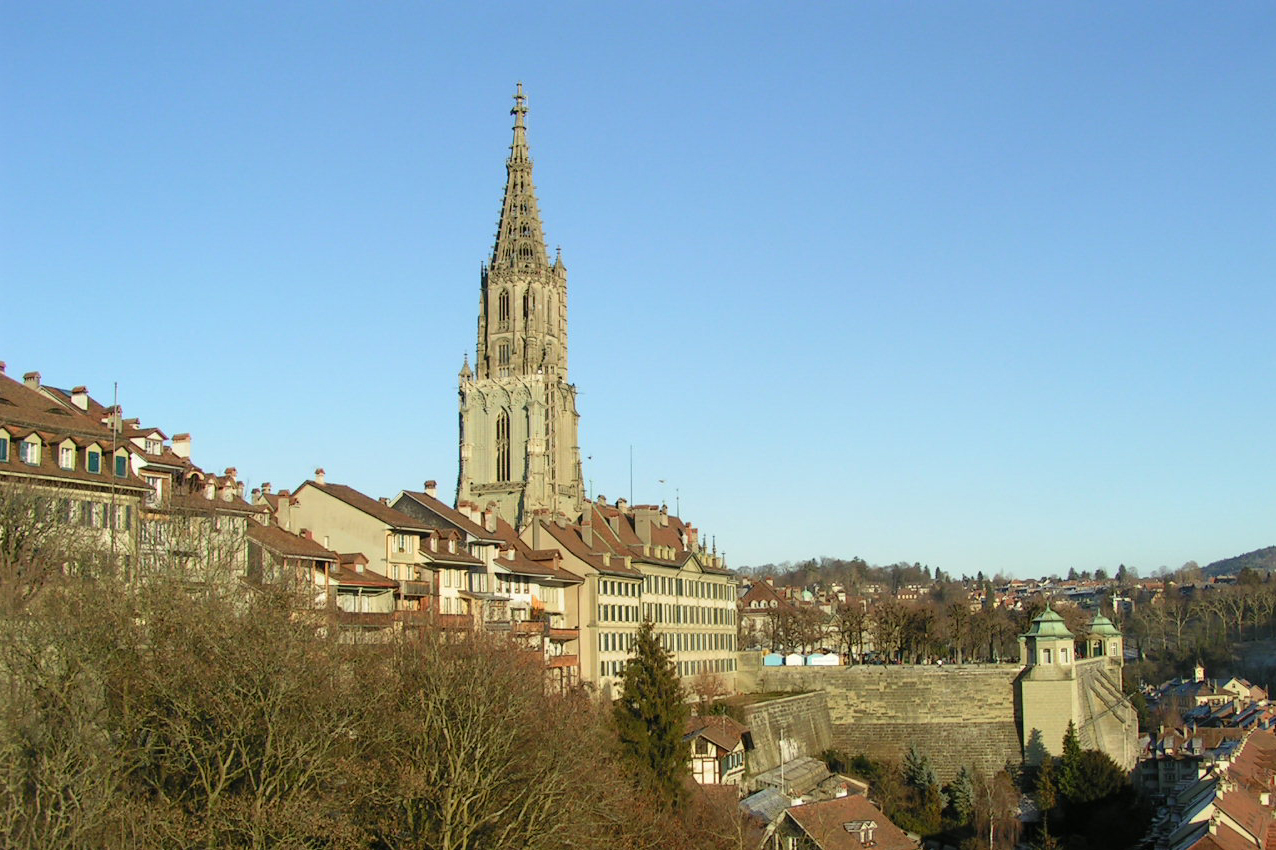
伯尔尼大教堂

伯尔尼大教堂（德语：Berner Münster）是一座哥特式大教堂，位于瑞士首都伯尔尼市中心南部，北临座堂街，西面的正立面主宰着座堂广场。教堂用砂岩砌筑，长84.2米，宽33.68米。始建于1421年。其钟楼高达100.6米，直到1893年才完成。它是瑞士最高的教堂，被列为国家文化财产。

## 历史
16世纪宗教改革后，该堂属于新教归正会，1528年清除了圣像，停止弥撒，改行新教礼拜。
大门上方为最后审判雕塑，为改教后唯一保留的雕塑。钟楼向公众开放。有344级台阶通往上下两个观景台。